# تاريخ الشيوعية

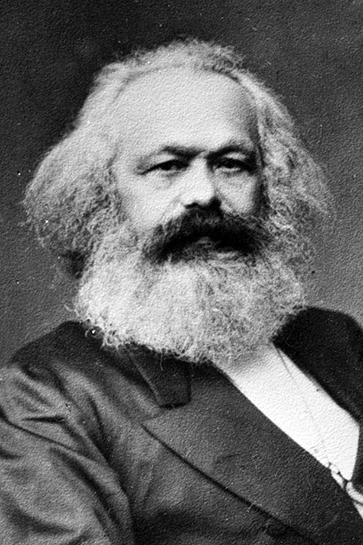
كارل ماركس

أغلب الأفكر أو الافكار الشيوعية الحديثة تعود إلى الأفكار الماركسية، التي انشأها عالم الاجتماع كارل ماركس في عام 1840م، وقد صنف بعض الديانات المؤكدة للمساواة والملكية المشتركة للبضائع والأموال بالشيوعة، وانتشرت كذلك الأفكار الماركسية انتشارا كبيرا منذ ذلك الوقت في أجزاء كبيرة من أوروبا والقارة الأمريكية وافريقيا في القرن ال19 الميلادي، ومع تولي الحزب البلشفي السلطة بعد الحرب الأهلية الروسية عام أصبحت الاتحاد السوفيتي أول دولة تحمل الفكر الماركسي في القرن ال20 أي بعد القرن 19، ومع ذلك قامت العديد من الدول الشيوعية ذاك ادراج فكر مخلفة ومتنوعة طورت الفكر الماركسي.
قامت العديد من أنطمة دول حاملة اسم الشيوعية في وسيطرت على معظم شرق أوروبا و شرق آسيا، على أي حال في الثمانينات وإلى التسعينات سقطت أغلب هذه الحكومات من السلطة وحولت تلك الدول نظامها إلى رأس مالي.

## انتشار الشيوعية (1945-1957)
مع بدء الحرب الباردة في عام 1947، أنشأ الكرملين هيئات تنسيق دولية جديدة بما في ذلك الاتحاد العالمي للشباب الديمقراطي والاتحاد الدولي للطلاب والاتحاد العالمي لنقابات العمال والاتحاد النسائي الديمقراطي الدولي ومجلس السلام العالمي. يقول كينيدي إن نظام "الجبهة الشيوعية" شمل منظمات دولية مثل WFTU و WFDY و IUS و WIDF و WPC، بالإضافة إلى مجموعة من الجثث الصغيرة التي تجلب الصحفيين والمحامين والعلماء والأطباء وغيرهم إلى الشبكة الواسعة ".
تأسس الاتحاد العالمي لنقابات العمال (WFTU) في عام 1945 لتوحيد الاتحادات النقابية في جميع أنحاء العالم؛ كان مقرها في براغ. في حين كان لديها اتحادات غير شيوعية، كان يهيمن عليها السوفييت إلى حد كبير. في عام 1949 انفصلت النقابات البريطانية والأمريكية وغير الشيوعية الأخرى لتشكيل الاتحاد الدولي المنافس لاتحادات التجارة الحرة. أصبحت الحركة العمالية في أوروبا مستقطبة للغاية بين النقابات الشيوعية والنقابات العمالية الاجتماعية والديمقراطية المسيحية، بينما لم تعد العمليات الأمامية تخفي الرعاية وأصبحت أقل أهمية.

### الاتحاد السوفييتي
أدى الدمار الذي خلفته الحرب إلى برنامج إنعاش ضخم شمل إعادة بناء المنشآت الصناعية والإسكان والنقل، فضلا عن تسريح الملايين من الجنود والمدنيين وهدمهم. في خضم هذا الاضطراب خلال شتاء 1946-1947، شهد الاتحاد السوفياتي أسوأ مجاعة طبيعية في القرن العشرين. لم تكن هناك معارضة جادة لستالين، حيث واصلت الشرطة السرية إرسال المشتبه بهم المحتملين إلى الجولاج.
انتقلت العلاقات مع الولايات المتحدة وبريطانيا من صديقة إلى عدائية، حيث شجبوا سيطرة ستالين السياسية على أوروبا الشرقية وحصاره على برلين. بحلول عام 1947، بدأت الحرب الباردة. أعتقد ستالين نفسه أن الرأسمالية كانت عبارة عن صدفة فارغة، وقد تنهار تحت ضغط متزايد غير عسكري يُمارس من خلال وكلاء في دول مثل إيطاليا. لقد قلل بشكل كبير من القوة الاقتصادية للغرب، وبدلاً من الانتصار رأى الغرب يبني تحالفات تهدف إلى وقف أو «احتواء» التوسع السوفييتي بشكل دائم. في أوائل عام 1950، أعطى ستالين الضوء الاخضر لغزو كوريا الشمالية لكوريا الجنوبية، وتوقع حرب قصيرة. لقد فاجأ عندما دخل الأمريكيون وهزموا الكوريين الشماليين، ووضعوها على الحدود السوفيتية تقريبًا. أيد ستالين دخول الصين في الحرب الكورية، التي دفعت الأمريكيين للعودة إلى حدود ما قبل الحرب، ولكنها أدت إلى تصعيد التوتر. قررت الولايات المتحدة حشد اقتصادها لفترة طويلة مع السوفييت، وبنت القنبلة الهيدروجينية وعززت حلف الناتو الذي غطى أوروبا الغربية.
وفقا لغورليزكي وخلفنيوك (2004)، كان هدف ستالين الثابت والمتسق بعد عام 1945 هو ترسيخ مكانة القوة العظمى في البلاد وفي مواجهة التدهور المادي المتزايد للحفاظ على سيطرته الخاصة على القوة الكلية. أنشأ ستالين نظام قيادة يعكس الأنماط القيصرية التاريخية من الأبوية والقمع، لكنه كان أيضًا حديثًا إلى حد بعيد. في القمة، كان الولاء الشخصي لستالين يحسب لكل شيء. ومع ذلك، أنشأ ستالين أيضًا لجانًا قوية وأخصائيين صغارًا مرموقين وبدأوا ابتكارات مؤسسية كبرى. في أسنان الاضطهاد، زرع نواب ستالين القواعد غير الرسمية والتفاهمات المتبادلة التي وفرت أسس الحكم الجماعي بعد وفاته.

### أوروبا الشرقية
أدى النجاح العسكري للجيش الأحمر في وسط وشرق أوروبا إلى توطيد السلطة في أيدي الشيوعيين. في بعض الحالات، مثل تشيكوسلوفاكيا، أدى هذا إلى دعم حماسي للاشتراكية مستوحاة من الحزب الشيوعي والحزب الديمقراطي الاجتماعي على استعداد للاندماج. في حالات أخرى، مثل بولندا أو المجر، كان انصهار الحزب الشيوعي مع الحزب الاشتراكي الديموقراطي قسريًا وتم إنجازه من خلال وسائل غير ديمقراطية. في العديد من الحالات، واجهت الأحزاب الشيوعية في وسط أوروبا عددًا كبيرًا من السكان الذين كانوا مبدئيًا رغبة كبيرة في السيطرة على قوى السوق، وأضفوا صفة التأميم المحدود للصناعة ودعم تطوير دول الرعاية الاجتماعية المكثفة، في حين كان معظم السكان يدعمون بشكل كبير الاشتراكية. ومع ذلك، فإن عمليات تطهير الأحزاب غير الشيوعية التي دعمت الاشتراكية، مقترنة بالتجميع القسري للزراعة وكساد الكتلة السوفييتية في عام 1953، أدت إلى اضطرابات عميقة. ظهرت هذه الاضطرابات لأول مرة في برلين في عام 1953، حيث اقترح بريشت أن الحزب يجب أن ينتخب شخصًا جديدًا. ومع ذلك، فتح خطاب خروتشوف السري في 1956 نقاشًا داخليًا، حتى لو كان الأعضاء غير مدركين، في كل من الحزب الشيوعي البولندي والهنغاري. أدى ذلك إلى الأزمة البولندية عام 1956 التي تم حلها من خلال تغيير القيادة البولندية والتفاوض بين الأحزاب السوفيتية والبولندية حول اتجاه الاقتصاد البولندي.

#### الثورة المجرية لعام 1956
شكلت الثورة المجرية لعام 1956 تحديًا كبيرًا لسيطرة موسكو على أوروبا الشرقية. وشهدت هذه الثورة إضرابات عامة، وتشكيل مجالس عمالية مستقلة، واستعادة الحزب الديمقراطي الاجتماعي كحزب للشيوعية الثورية ذات التنوع غير السوفياتي، وتشكيل حزبين شيوعيين مستقلين تحت الأرض. تم التحكم في الحزب الشيوعي السائد لفترة ما يقرب من أسبوع من قبل قادة من غير الاتحاد السوفييتي. كما استعاد حزبان غير شيوعيين يدعمان الحفاظ على الاشتراكية استقلالهما. هذه الزهرة الشيوعية المخالفة قد سُحقت بمزيج من الغزو العسكري المدعوم بالمدفعية والضربات الجوية الثقيلة. الاعتقالات الجماعية، وتنفيذ عمليات إعدام قضائية على الأقل، وعدد لا يحصى من حالات الإعدام بإجراءات موجزة؛ سحق مجلس العمال المركزي في بودابست الكبرى؛ رحلة اللاجئين الجماعية وحملة دعائية عالمية. تباينت تأثير الثورة المجرية على الأحزاب الشيوعية الأخرى بشكل كبير، مما أدى إلى خسائر كبيرة في العضوية في الأحزاب الشيوعية الناطقة باللغة الإنجليزية.

#### ربيع براغ 1968
بدأ الحزب الشيوعي التشيكوسلوفاكي أجندة إصلاحية طموحة تحت قيادة ألكسندر دوبشيك. إن خطة الحد من الرقابة المركزية وجعل الاقتصاد أكثر استقلالية عن الحزب يهدد المعتقدات الأساسية. في 20 أغسطس 1968، أمر الزعيم السوفيتي ليونيد بريجنيف بغزو عسكري ضخم من قبل قوات حلف وارسو التي دمرت تهديد التحرير الداخلي. في الوقت نفسه، هدد السوفييت بالانتقام من الغزو البريطاني-الفرنسي-الإسرائيلي لمصر. كانت النتيجة انهيار أي نزعة نحو الانفراج، واستقالة مزيد من المثقفين من الأحزاب في الغرب.

### ألمانيا الغربية
كانت ألمانيا الغربية (وبرلين الغربية) مركزين للصراع بين الشرق والغرب أثناء الحرب الباردة وتم إنشاء العديد من الجبهات الشيوعية. على سبيل المثال، كان لجمعية الصداقة الألمانية-السوفياتية (GfDSF) 13000 عضو في ألمانيا الغربية، ولكن تم حظرها في عام 1953 من قبل بعض الولايات كجبهة شيوعية. بدأت رابطة الديمقراطيين الديمقراطيين في ألمانيا باعتبارها سلسلة من الهيئات التعددية الحقيقية، ولكن في 1950-1951 أصبحت تحت سيطرة الشيوعيين. بحلول عام 1952، أحصت السفارة الأمريكية 54 «منظمات متسللة»، والتي بدأت بشكل مستقل، بالإضافة إلى 155 «منظمة واجهة»، والتي كانت مستوحاة من الشيوعية منذ بدايتها.
تم تأسيس رابطة ضحايا النظام النازي من أجل حشد الألمان الغربيين تحت راية مناهضة الفاشية، ولكن كان لابد من حلها عندما اكتشفت موسكو أنها قد اخترقت من قبل «عملاء صهاينة».

### قفزة الصين الكبرى إلى الأمام
وصل ماو تسي تونغ والحزب الشيوعي إلى السلطة في الصين في عام 1949، حيث فر الوطنيون إلى جزيرة تايوان. في 1950-1953، انخرطت الصين في حرب واسعة النطاق غير معلنة مع الولايات المتحدة وكوريا الجنوبية وقوات الأمم المتحدة في الحرب الكورية. انتهى الأمر في حالة جمود عسكري، لكنه أعطى ماو فرصة لتحديد وتطهير العناصر في الصين التي بدت داعمة للرأسمالية. في البداية كان هناك تعاون وثيق مع ستالين، الذي أرسل خبراء تقنيين للمساعدة في عملية التصنيع على طول خط النموذج السوفييتي في الثلاثينيات. بعد وفاة ستالين في عام 1953، توترت العلاقات مع موسكو - اعتقد ماو أن خلفاء ستالين خدعوا المثل الشيوعية. اتهم ماو أن الزعيم السوفيتي نيكيتا خروتشوف كان زعيما لـ «زمرة تحريفية» انقلبت ضد الماركسية واللينينية هي الآن مهد الطريق لاستعادة الرأسمالية. كانت الدولتان في نقطة السيف بحلول عام 1960. بدأ كلاهما في تشكيل تحالفات مع مؤيدين شيوعيين حول العالم، مما أدى إلى تقسيم الحركة العالمية إلى معسكرين معاديين.
رفض ماو تسي تونغ، وكبير مساعديه دنغ شياو بينغ، النموذج السوفييتي للتحضر السريع، «القفزة العظيمة للأمام» في 1957-1961 بهدف تصنيع الصين بين عشية وضحاها، وذلك باستخدام قرى الفلاحين كقاعدة بدلاً من المدن الكبيرة. وانتهت الملكية الخاصة للأراضي وعمل الفلاحون في مزارع جماعية كبيرة أمرت الآن ببدء عمليات الصناعات الثقيلة، مثل مصانع الصلب. تم بناء محطات في مواقع بعيدة، على الرغم من عدم وجود الخبراء التقنيين والمديرين ووسائل النقل أو المرافق اللازمة. فشل التصنيع، ولكن النتيجة الرئيسية كانت انخفاض حاد غير متوقع في الإنتاج الزراعي، مما أدى إلى مجاعة جماعية وملايين الوفيات. شهدت سنوات القفزة العظيمة للأمام، في الواقع، تراجعًا اقتصاديًا، حيث كانت الأعوام 1958 و1961 هي السنوات الوحيدة بين عامي 1953 و1983، حيث شهد الاقتصاد الصيني نموًا سلبيًا. يجادل الخبير الاقتصادي السياسي دوايت بيركنز قائلاً: «إن كميات هائلة من الاستثمار لم تسفر سوى عن زيادات متواضعة في الإنتاج أو لا شيء على الإطلاق. […] وباختصار، كانت القفزة الكبرى كارثة باهظة الثمن». تبنى دينغ، المسؤول عن انقاذ الاقتصاد، سياسات براغماتية لم يعجب بها ماو. كان ماو لفترة من الوقت في الظل، لكنه عاد إلى وسط المسرح وطهر دينغ وحلفائه في «الثورة الثقافية» (1966-1969).

### أوائل الشيوعية المُنشقة بعد الحرب
في أعقاب الحرب العالمية الثانية، دمر التروتسكية تزايد الانقسامات الداخلية حول التحليل والاستراتيجية. تم الجمع بين هذا مع العجز الصناعي الذي تم الاعتراف به على نطاق واسع. بالإضافة إلى ذلك، أدى نجاح الأحزاب المتحالفة مع الاتحاد السوفييتي في أوروبا وآسيا إلى اضطهاد المثقفين التروتسكيين، مثل التطهير السيء السمعة من التروتسكيين الفيتناميين. الحرب أجهدت أيضا الأحزاب الديمقراطية الاجتماعية في الغرب. في بعض الحالات، مثل إيطاليا، استلهمت هيئات مهمة من أعضاء الحزب الديمقراطي الاجتماعي من إمكانية تحقيق اشتراكية متقدمة. في إيطاليا، بدأت هذه المجموعة، جنبا إلى جنب مع الشيوعيين المعارضين، لمناقشة النظرية التي تركز على تجربة العمل في المصانع الحديثة، مما يؤدي إلى الماركسية ذاتية الحكم. في الولايات المتحدة، كان هذا التطور النظري متوازيًا مع ميل جونستون-فورست، بينما حدث في فرنسا حافز مماثل.